# Geheime stemming

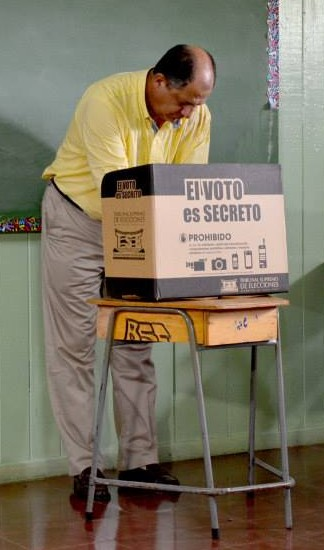
Luis Guillermo Solís, toenmalig president van Costa Rica, brengt een stem uit achter de vermelding "De stemming is geheim".

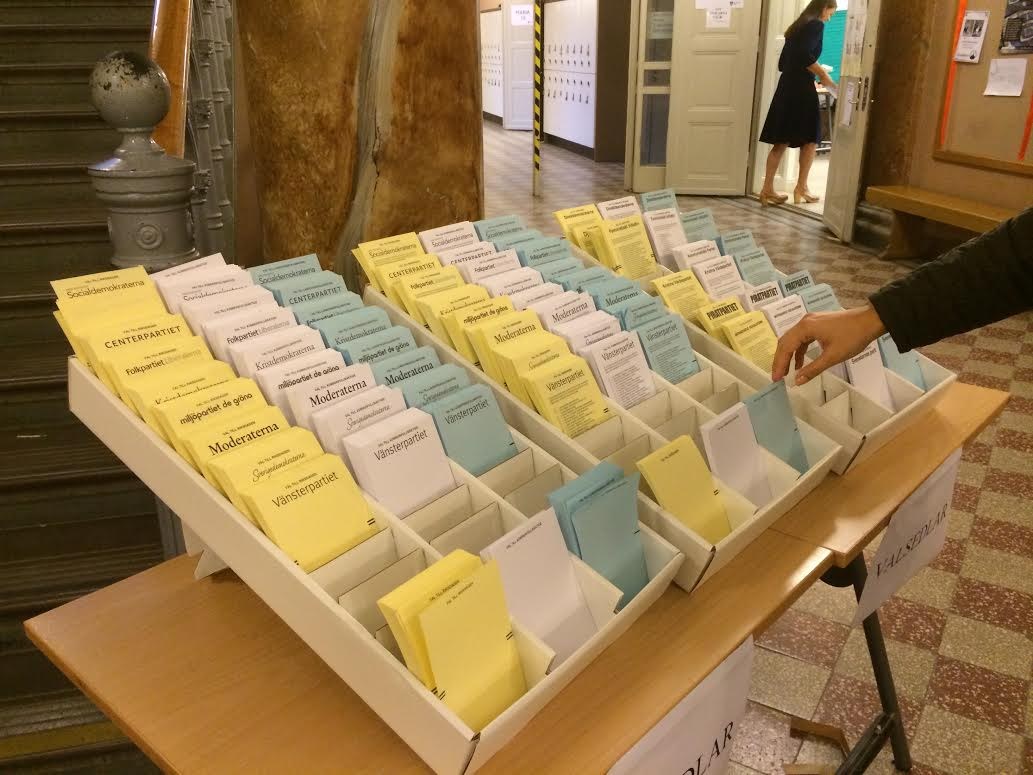
In Zweden worden stembiljetten per partij aangeboden, wat het stemgeheim in het gedrang brengt

De geheime stemming of stemgeheim is het principe van gewaarborgde anonimiteit dat wordt toegepast tijdens een stemming naar aanleiding van bijvoorbeeld verkiezingen of een bijeenkomst. Het recht op geheim stemmen is opgenomen in artikel 21 van de Universele Verklaring van de Rechten van de Mens en artikel 53 van de Nederlandse grondwet.
Enerzijds liggen privacyredenen aan de basis van dit principe, anderzijds ook om te vermijden dat de personen die een stem hebben uitgebracht omwille van hun stemvoorkeur geïntimideerd zouden worden. Na een geheime stemming is het onmogelijk om na te gaan wie voor wie gestemd heeft.
Alhoewel de geheime stemming vooral geassocieerd wordt met politieke verkiezingen, is het een principe dat in om het even welke verkiezing of stemming van toepassing kan zijn.
Bij gebruik van een stemcomputer betekent dit onder meer dat in principe compromitterende straling moet worden voorkomen.

## Wetgeving in diverse landen

### België
In België werd de geheime stemming gewaarborgd met de wet van 9 juli 1877 (la loi du 9 juillet 1877 sur le secret du vote et les fraudes électorales) onder minister Jules Malou. Hij liet zich inspireren door de Britse Ballot Act van 1872.

### Nederland
Geheim stemmen is in de Nederlandse grondwet opgenomen in Artikel 53. Voor stemmingen waarop de Nederlandse Kieswet van toepassing is, is het stemgeheim gewaarborgd in artikel j15: "Het stemlokaal is zodanig ingericht dat het stemgeheim is gewaarborgd". Er waren geen aanwijzingen dat er in Nederland ongeoorloofde beïnvloeding was door middel van foto's van ingevulde stembiljetten. Elders in het koninkrijk waren die aanwijzingen er wel, bijvoorbeeld in Curaçao en Sint Maarten.

#### Stemfie
Het maken van foto's in een stemlokaal schuurt tegen een geheime stemming aan. Bij de gemeenteraadsverkiezingen van maart 2014 in Nederland werden in ruime aantallen foto's waaronder selfies gemaakt die in de media werden aangeduid als stemfies. Zo kon op de stemfie van Alexander Pechtold gezien worden dat hij op Paul Toxopeus stemde. Ook stemgerei zoals het rode potlood of het stembiljet werden gefotografeerd. 
Het Platform Bescherming Burgerrechten spande een kort geding aan tegen de staat, nadat minister Plasterk op de dag van de stemming tweette: "Ik roep niet op om stemfies te maken, maar het mag wel". De eisers vonden dat de minister onvoldoende deed om het stemgeheim te waarborgen en zelfs bevorderde om het stemgeheim te breken. Centraal stond de vraag of het stemgeheim naast een recht (waar men van af kan zien) ook een plicht is. De eisers stelden dat het geheim bedoeld is om beïnvloeding of omkoping van de stem procedureel tegen te gaan. Als het stemgeheim slechts een recht is, dan wordt dit effect tenietgedaan. Ze wezen op de interpretatie van het stemgeheim in documenten van de Europese Unie, OVSE en Raad van Europa. De rechter oordeelde dat de verplichting niet in de Kieswet is opgenomen en wees daarop de vorderingen van de eisers af. Hogere wetgeving heeft in Nederland directe werking voor handelen van de overheid. Voor verbod, plicht of straf naar de burger moet dit uitgewerkt zijn in de wet. De rechter deed geen uitspraak of het stemgeheim een plicht is. Hij zou daarmee de Kieswet toetsen aan hogere wetgeving in een kort geding. Maar zei wel: "Op de Staat rust de actieve plicht om het stemgeheim en de daaraan ten grondslag liggende beginselen ten volle te respecteren" en "Deze nadelen wegen zwaarder dan de voordelen die ook aan het gebruik van stemfies verbonden zijn". De rechter oordeelde verder dat de tweet van de Minister geen oproep is en dat het niet aan de rechter is om te oordelen of de uitspraak van de minister ook verstandig is.

#### Fotograferen in andere landen
In Zuid-Afrika kan men een jaar gevangenisstraf krijgen voor het maken van een foto. In India kan men voor drie maanden de gevangenis in. In Italië werd voor het verbod in 2008 door de maffia 50 euro geboden voor een stem. In België is het verboden, en kan men er tot 3000 euro boete voor krijgen.
In andere landen, zoals in Duitsland en Finland, is fotograferen geheel verboden in het stemlokaal.